# История Габороне
История Габороне началась с археологических свидетельств в районе города Габороне, датированных 400 г. до н. э., и первые письменные отчёты о городе имелись у первых европейских поселенцев XIX века. С 1960 года, когда Ботсвана получила независимость от Великобритании, Габороне стал столицей страны. Он вырос из небольшой деревни в крупный город в Южной Африки.

## Ранняя история
Опыт показывает, что возле реки Нотвани жили люди ещё со времён среднего каменного века. Площадь, которая теперь является территорией современного Габороне, был населена исключительно племенами Готтентотов, которые занимались животноводством. Они жили здесь до VIII века до н.э, до того, как племя Тоутсве не прибыло в Ботсвану. Племя Тоутсве (также называемое Тоутсвемогала) поселилось в районе Палапье и Серове. Они выращивали сорго и просо. Около 900 года, культура Тоутсве начала закрепляться в Ботсване. Как и племя Khoikhoi, Тоутсве сосредоточилось в выращивании крупного рогатого скота: крааль, останки которых были найдены во многих местах Восточной Ботсваны. В этом племени, богатство и иерархия, была основана на числе коров, а не в количестве золота, как в соседнем племени Mapungubwe. Тоутсве занималось дальней торговлей, приобретая бусы и фарфор. Культура Тоутсве начала разрушаться в XIII веке из-за чрезмерного выпаса скота и засухи, однако престиж крупного рогатого скота остался в Ботсване.

## XIX век

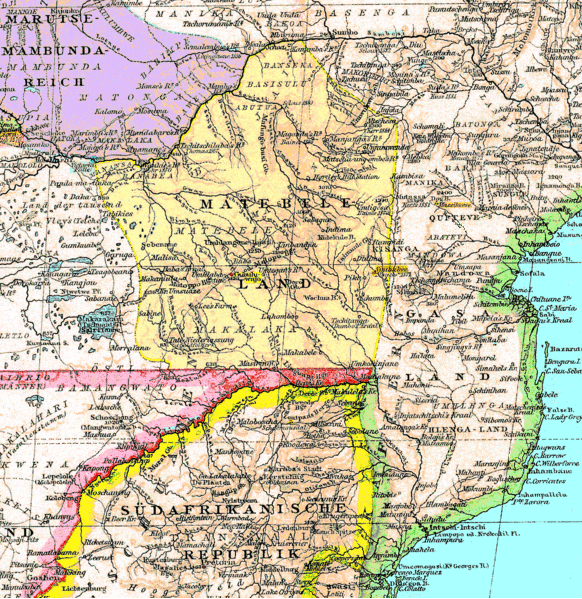
Немецкая карта Матабелеланда с городом Габороне (Moschaweng) в нижнем левом углу на границе между протекторатом Бечуаналенд (розовый) и Южно-Африканской Республикой (ярко-жёлтый)

Мфекане (дробление или рассеяние зулу) — период, в начале XIX-го века, отмеченный крупными потрясениями и миграций племен в Южной Африке. До прихода европейцев в этот район, Тсвана была доминирующей этнической группой в южной части Ботсваны, подчинив племя Бакгалагади и Койкой. В 1830-х годах, буры встали на защиту Великого Трека в Капской Колонии. Это движение вызвало военный поход северного ндебеле во главе с Мзиликази на Тсвана. В 1830-х это племя продвигалось на север к территории современного Зимбабве. Племя Бакололо также сражалось с Тсвана в это время, когда они мигрировали в Баротсленд, что находится в современной западной части Замбии. Наряду с Бакололо и Амандебеле, буры также создал стычки с Тсвана. Сражение между бурами и тсвана — Battle of Dimawe было в 1852—1853. Соглашение между бурами и тсвана было подписано в январе 1853.
За это время европейские миссионеры из Лондонского миссионерского общества, как Давид Ливингстон и Роберт Моффат, успели распространить христианство по всему южноафриканскому региону. Давид Ливингстон построил первую христианскую церковь и школу в 1845 году около Габороне.
В 1880-х годах клан Кгоси Габороне из Батлокоа покинул область Мадализберг в Южно-Африканской провинции Северо-Западная, чтобы поселиться в юго-восточной части Ботсваны. Новое поселение они назвали Moshaweng. Также существует Мошавенг в округе Квененг, что к северо-востоку от Габороне. Город, который основали Кгоси Габороне, европейские поселенцы назвали  Gaborone’s Village. Позже название было сокращено до Gaberones. Сесил Родс, магнат горнодобывающей кампании и основатель De Beers, построили Форт для колониальной администрации через реку от Габороне. Форт служил пристанищем Джеймсону Рейду во время Второй англо-бурской войны. Участок форта стал Габороне и город Габороне стал Тлоквенгом.
После этого, в 1871 году в Южной Африки было обнаружено золото. Король Кхама III из племени Бамангвато заключил союз с Британской империей. Он хотел остановить продвижение буровских золотодобыдчиков. 31 марта 1885 года Соединённое Королевство создало протекторат Бечуаналенд от земли к северу от реки Молопо и до полосы Каприви, что является землёй немецкой Юго-Западной Африки. Район к югу от реки Молопо стал частью Южной Африки.
До 1890-х годов Англия правила Бечуаналендом косвенно, предоставив ему самоуправление. Ситуация изменилась, когда Сесиль Родс создал британскую Южно-Африканскую компанию с государственным уставом. Родс хотел иметь контроль над всей южной части Африки. Три короля: Кхама III, Себеле I и Батхаен I совершили поездку в Великобританию в 1895 году, чтобы просить королеву Викторию не включать Ботсвану, Южную Родезию и Капскую колонию в компанию Родса. Их предприятие оказалось успешным. Сегодня в Габороне есть памятник Three Dikgosi Monument. Он был построен в честь трёх королей, которые помогли основанию Бечуаналенда, а затем Ботсваны.

## XX век

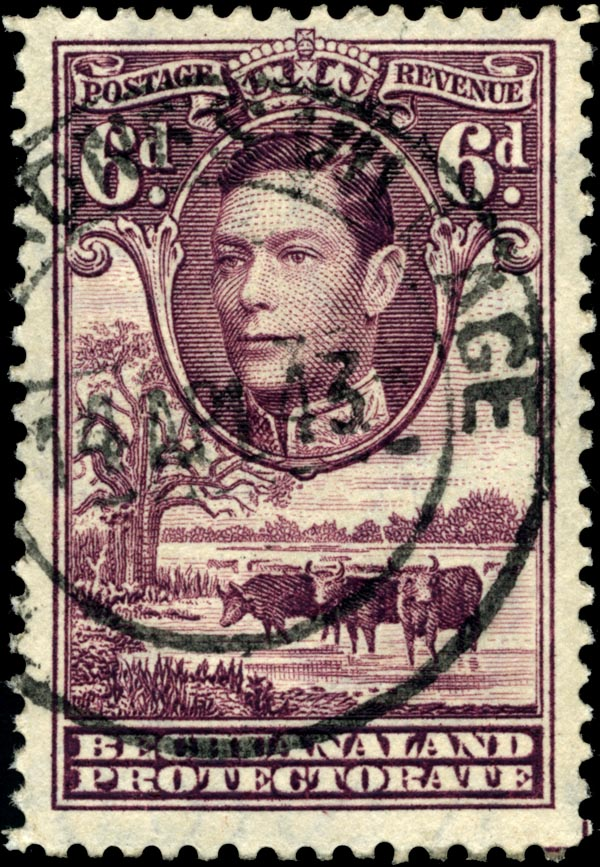
Почтовая марка 1943. Почтовый штемпель с надписью «Gaborone’s Village»

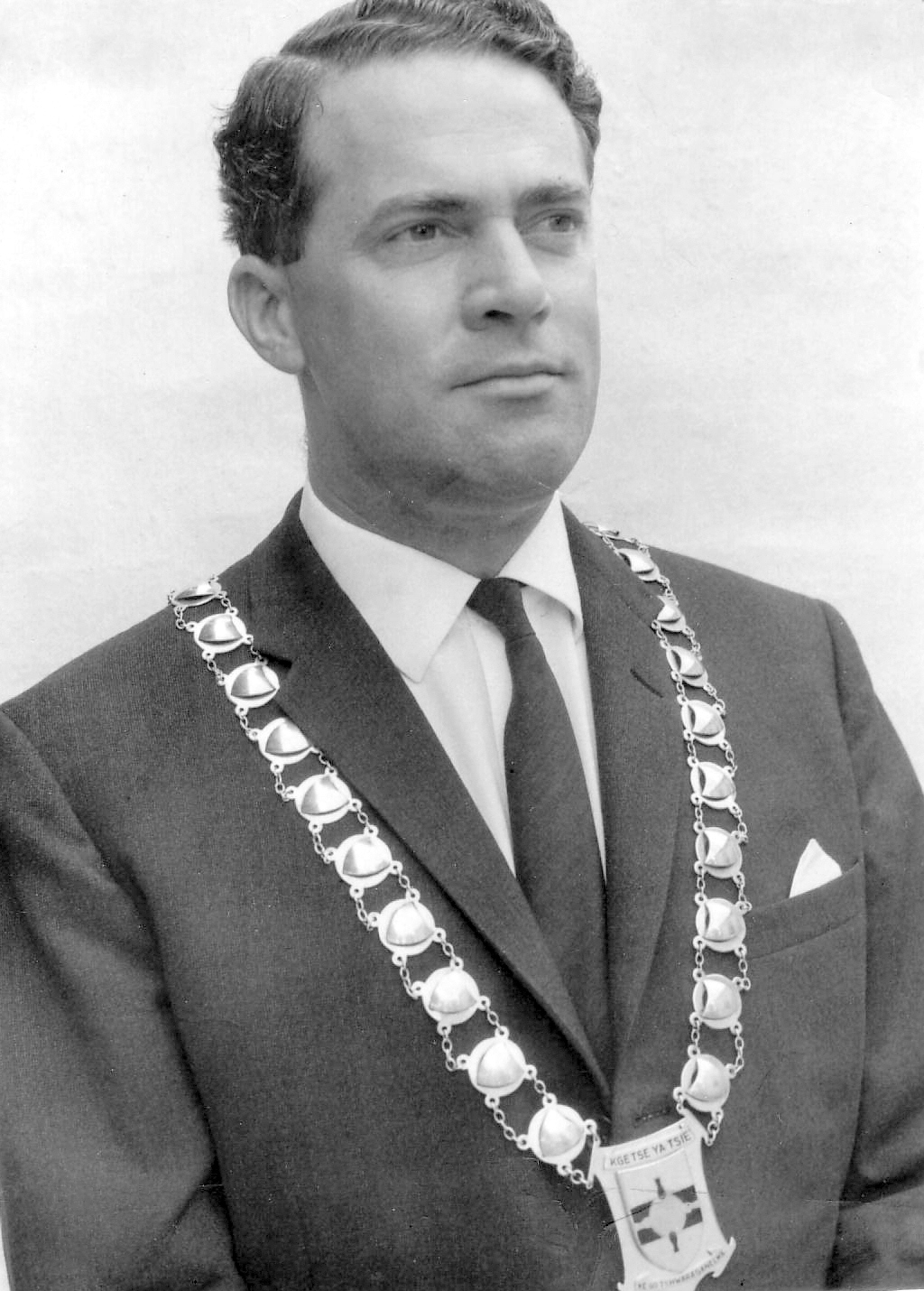
Дерек Джонс — первый мэр Габороне

С 1961 по 1965 года город пережил сильные засухи. Погибло более 250000 голов крупного рогатого скота.
В 1965 году столица протектората Бечуаналенда переехал из Мафекинга в Габоронес. Когда Ботсвана получила независимость Лобаце был первым вариантом в качестве столицы страны. Тем не менее, новая столица була создана рядом с Габоронес. Город был выбран из-за его близости к источнику свежей воды, его близость к железной дороге в Преторию и её центральное расположение среди центральных племен. Другая причина выбора Габороне в качестве столицы, была в том, что город был административным центром одного из округов Ботсваны. Во время Второй англо-бурской войны город был временной столицей Бечуаналенда, в то время как Мафекинг был осаждён бурами. Старый колониальный Габоронес стал пригородом нового Габороне и в настоящее время известен как «деревня».
30 сентября 1966 года Бечуаналенд стал одиннадцатой британской независимой колонией в Африке. Первым мэром Габороне был Реверенд Дерек Джонс.
Габороне был запланирован в соответствии с принципами город-сад с многочисленными пешеходными дорожками и открытыми пространствами. Строительство Габороне началась в середине 1964.
Большая часть города была построена в течение трёх лет. Сроки были перевыполнены раньше, чем ожидалось. 2000 работников помогли построить город, забивая 140 000 м³ сваев и оформив 2500000 бетонных блоков. Здания, построенные в начале Габороне были: правительственные учреждения, электростанции, больницы, школы, радиостанции, телефонные станции, полицейские участки, почтовые отделения, более 1000 домов и апартаментов. Британское Верховное посольство, библиотека, пивоварени, церкви, и множество других структур. К 1966 году население Габороне составляло около 5000 человек.
Город изменил своё название с Габоронес на Габороне в 1969 году.
Из-за того, что город был построен так быстро, начался массовый приток рабочих, которые строили незаконные поселения на южной промышленной зоне города. Эти поселения были названы Naledi (Наледи). Наледи буквально означает община под открытым небом. В 1971 году в связи с ростом незаконных поселений, Городской совет Габороне и Министерство местного самоуправления отвели земли с Надели в отдельный район под названием Bontleng. Суть этой реформы была в том, что в данном районе будет прописана очень низкая статья дохода. Тем не менее Надели ещё росли, и спрос на жилье был больше, чем когда-либо. В 1973 году Ботсванская Жилищная Корпорация (БХК) построела Нью-Надели через дорогу от «Старого Надели». Жители Старого Надели переехали в Нью-Надели. Тем не менее спрос на жилье увеличился ещё раз, причем при наличии Нью-Надели. Проблема была решена в 1975 году, когда сэр Серетсе Хама, президент Ботсваны, ликвидировал в Надели промышленную зону.
В 1970-х годах город был вовлечён в конфликты Родезийской Бушменской Войны и ЮАР при апартеиде. Тысячи жителей Южной Африки и Родезии пересекли границу Ботсваны и поехали в Габороне или Франсистаун, или полетели в Замбию и Танзанию, чтобы участвовать в борьбе против апартеидского движения или свободно-боевой деятельности с Джошуа Нкомо-Союз Африканского народа Зимбабве. Беглецы поставили экономическую нагрузку на город, что вызвало уровень жизни Габороне к снижению, и создало напряжённость в отношениях между Южной Африкой, Родезией, а также между гражданами Ботсваны и беженцами. Цитату от правительственного чиновника приведена как загадка:
В этой части Ботсваны люди беженцы. Когда они видят помощь в лагерях, они хотят её также. Они становятся нищими.
Габороне пережил множество нападений со стороны южноафриканских военных в 1980 году. 13 мая 1983 года в Южную Африку были отправлены вертолёты, чтобы разгромить там военную базу. 14 июня 1985 года Южная Африка направила против апартеида группу на Габороне. Рейды убили двенадцати жертв среди гражданского населения. После проведения спецоперации США отозвали своего посла в Южной Африке. Южноафриканские силы также взяли в засаду ботсванские казармы к северо-западу от Габороне в сторону Могодитшайн. 19 мая 1986 года правительственный работник был убит во время вертолетной атаки. Южная Африка заявила, что это был Африканский национальный конгресс террористов. Габороне также пережил ещё одно нападение 28 марта 1988. Было четверо мертвых .
Габороне получил статус города по международным понятиям в 1986 году.
В 1992 году Сообщество развития Юга Африки (САДК) основала в Габороне своё посольство, объединяющее экономику стран-членов.
После всеобщих выборов 1994 года в Габороне начались массовые беспорядки из-за высокого уровня безработицы и других вопросов.
Сегодня Габороне растёт очень быстро. Город изначально планировался на 20000 человек, но к 1992 году в городе насчитывалось 138000 человек. Это привело к созданию новых поселений на неосвоенных земелях.